# Trimer (Ille-et-Vilaine)
Trimer ist eine Gemeinde in der Bretagne in Frankreich. Sie gehört zum Département Ille-et-Vilaine, zum Arrondissement Saint-Malo und zum Kanton Combourg. Die Bewohner nennen sich Trimerois oder Trimeroises. Sie grenzt im Nordwesten an Trévérien, im Nordosten und im Osten an Saint-Domineuc, im Südosten an Tinténiac, im Süden an La Baussaine und im Westen an Saint-Thual.

## Bevölkerungsentwicklung
| Jahr      | 1962 | 1968 | 1975 | 1982 | 1990 | 1999 | 2008 | 2013 |
| --------- | ---- | ---- | ---- | ---- | ---- | ---- | ---- | ---- |
| Einwohner | 173  | 152  | 131  | 111  | 102  | 102  | 175  | 190  |

## Sehenswürdigkeiten
- Kirche Saint-Amand
- Herrenhaus, Monument historique

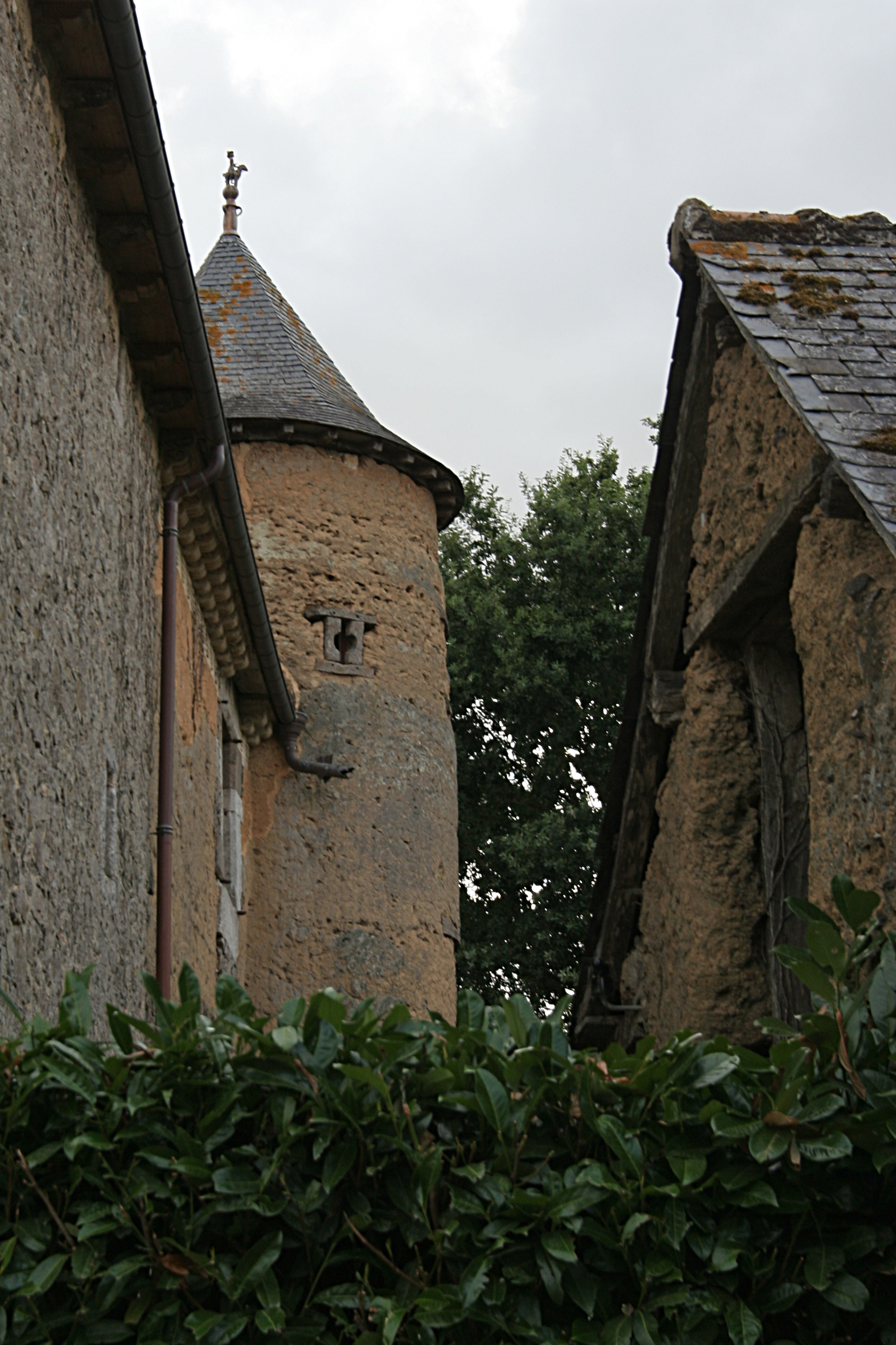
Herrenhaus
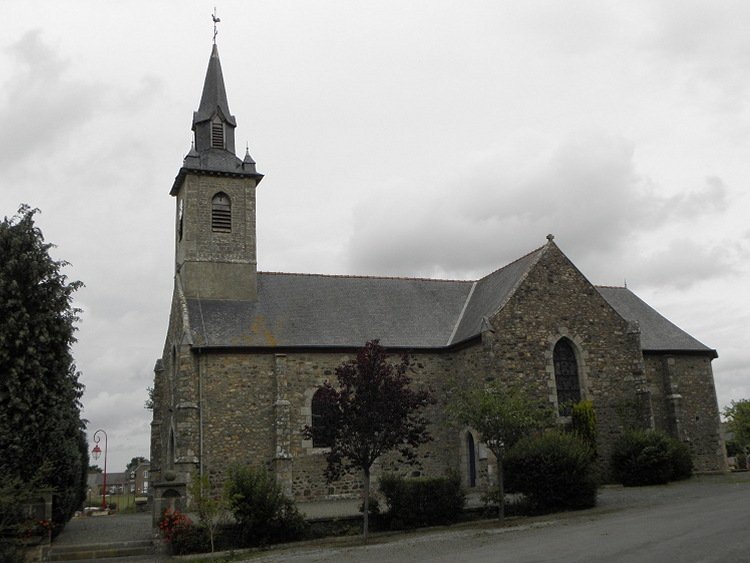
Kirche Saint-Amand